# قناة هضمية
القناة الهضمية أو السبيل الهضمي أو السبيل المعدي المعوي هو نظام عضوي داخل البشر والحيوانات الأخرى التي تتناول الطعام، يهضمها لاستخراج وامتصاص الطاقة والمواد الغذائية، ويخرج ما تبقى من الفضلات في شكل البراز.
الفم والمريء والمعدة والأمعاء هي جزء من الجهاز الهضمي، معدي معوي هي صفة تعني أو متعلقة بالمعدة والأمعاء، والسبيل هو مجموعة من التراكيب التشريحية ذات الصلة أو سلسلة من أعضاء الجسم المتصلة.

## تكونه في الجنين
يتكون الأنبوب الهضمي من الكيس المحي، والنسيج الطلائي للجهاز الهضمي ينتج من الأديم الباطن، ويتكون النسيج الوظيفي من الأديم المتوسط العضلات المحيطة به والغشاء المصلي.

### التركيب

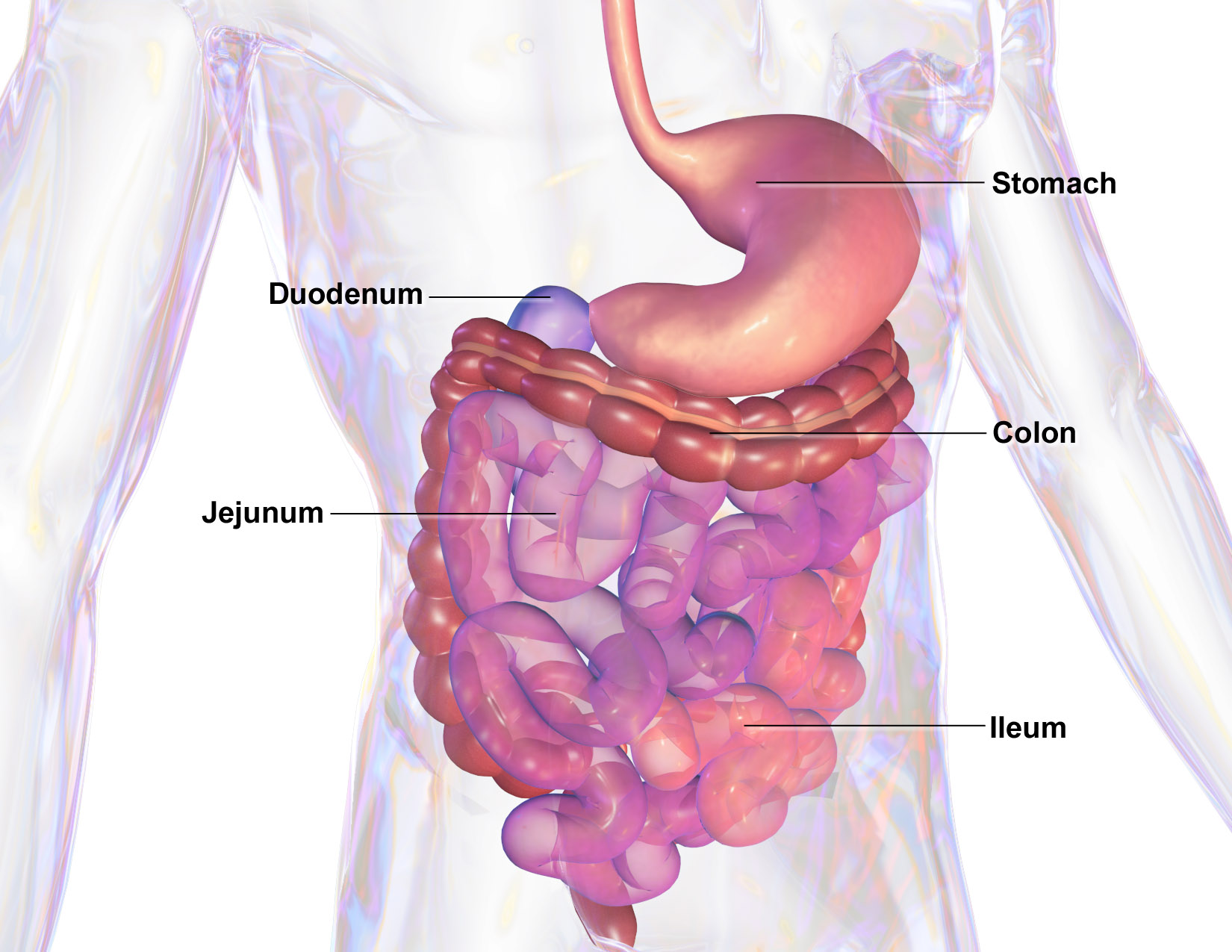
توضيح للقناة الهضمية بالإنسان.

يمكن وصف التركيب والوظيفة على أنهما التشريح العياني والتشريح المجهري أو علم الأنسجة. يُقسَّم السبيل نفسه إلى الجزء العلوي والسفلي والأمعاء الأمعاء الدقيقة والأمعاء الغليظة.

#### السبيل الهضمي العلوي
يتكون السبيل الهضمي العلوي من الفم والبلعوم والمريء والمعدة والاثنا عشر. الفاصل الدقيق بين المسالك العلوية والسفلية هو العضلة المعلقة في الاثنا عشر. هذا يميز الحدود الجنينية بين المعى الأمامي والمعي المتوسط، وهو أيضًا التقسيم الشائع استخدامه من قبل الأطباء لوصف النزيف المعدي المعوي بأنه إما من أصل «علوي» أو «سفلي». عند التشريح قد يبدو أن الإثني عشر عضوًا موحدًا، لكنه ينقسم إلى أربعة أجزاء بناءً على الوظيفة والموقع والتشريح الداخلي. الأجزاء الأربعة من الاثنا عشر هي كما يلي: (تبدأ من المعدة وتتحرك باتجاه الصائم): البصلة، والنازل، والأفقي، والصاعد. تربط العضلة المعلقة الحافة العلوية من الإثني عشر الصاعد بالحجاب الحاجز.
تعتبر العضلة المعلقة معلمًا تشريحيًا هامًا يوضح التقسيم الرسمي بين الاثنا عشر والصائم -الجزء الأول والثاني من الأمعاء الدقيقة على التوالي. هذه عضلة رقيقة مشتقة من الأديم المتوسط الجنيني.

#### السبيل الهضمي السفلي
يشمل السبيل الهضمي السفلي معظم الأمعاء الدقيقة وكل الأمعاء الغليظة. في تشريح الإنسان تكون الأمعاء هي جزء من الجهاز الهضمي يمتد من العضلة العاصرة البوابية في المعدة إلى فتحة الشرج كما هو الحال في الثدييات الأخرى، وتتكون من جزأين: الأمعاء الدقيقة والأمعاء الغليظة، تنقسم الأمعاء الدقيقة في البشر إلى الاثنا عشر والصائم واللفائفي بينما تنقسم الأمعاء الغليظة إلى القولون الصاعد والعرضي والنزلي والقولون السيني والمستقيم والقناة الشرجية.

## الأهمية السريرية

### الأمراض
هناك الكثير من الأمراض والحالات التي يمكن أن تصيب الجهاز الهضمي، منها العدوى والالتهابات والسرطان.
يمكن أن تحفز المُمْرِضات المختلفة، مثل الجراثيم التي تسبب التسمم الغذائي، حدوث التهاب المعدة والأمعاء الذي ينتج عن حالة التهابية تصيب المعدة والأمعاء الدقيقة. يمكن أن تقلل المضادات الحيوية المستخدمة لعلاج مثل هذه الالتهابات الجرثومية من التنوع الجرثومي في القناة الهضمية، وتزيد من تمكين الوسائط الالتهابية. التهاب المعدة والأمعاء هو المرض الأكثر شيوعًا في القناة الهضمية.
- يمكن أن يحدث سرطان الجهاز الهضمي في أي مكان من القناة الهضمية، ويشمل سرطان الفم وسرطان اللسان وسرطان المريء وسرطان المعدة وسرطان القولون والمستقيم.
- الحالات الالتهابية. التهاب اللفائفي هو التهاب في اللفائفي، والتهاب القولون هو التهاب في الأمعاء الغليظة.
- التهاب الزائدة الدودية هو التهاب الزائدة الدودية الموجودة في الأعور. هي حالة يمكن أن تكون قاتلة إذا تُركت دون علاج. تتطلب معظم حالات التهاب الزائدة الدودية تدخلًا جراحيًا.

الداء الرتجي حالة شائعة جدًا لدى كبار السن في البلدان الصناعية. عادةً ما يصيب الأمعاء الغليظة ولكنه يصيب الأمعاء الدقيقة أيضًا. يحدث الرداب عندما تتشكل جيوب في جدار الأمعاء. بمجرد أن تلتهب الجيوب، تصبح الحالة التهاب الردب.
الداء المعوي الالتهابي هو حالة التهابية تصيب جدران الأمعاء، وتشمل الأنواع الفرعية داء كرون والتهاب القولون التقرحي. يمكن أن يصيب داء كرون القناة الهضمية بأكملها بينما يقتصر التهاب القولون التقرحي على الأمعاء الغليظة. يُعتبر داء كرون على نطاق واسع أحد أمراض المناعة الذاتية. وغالبًا ما يُعامل التهاب القولون التقرحي على أنه من أمراض المناعة الذاتية، لكن لا يوجد إجماع على ذلك.
اضطرابات الجهاز الهضمي الوظيفية، وأكثرها شيوعًا متلازمة القولون المتهيج. الإمساك الوظيفي وآلام البطن الوظيفية المزمنة هي اضطرابات وظيفية في الأمعاء لها أسباب فيزيولوجية ولكنها لا تتمتع بإمراضية بنيوية أو كيميائية أو مُعدية يمكن تحديدها.

### الأعراض
تستخدم عدة أعراض للإشارة إلى المشاكل في القناة الهضمية:
- التقيؤ، والذي قد يشمل قلس الطعام أو تقيؤ الدم.
- الإسهال، أو خروج البراز السائل أو المتكرر بكثرة.
- الإمساك، والذي يشير إلى خروج براز قليل وقاس.
- الدم في البراز، والذي يشمل الدم الأحمر الطازج والدم كستنائي اللون والدم الأسود الزفتي.

### المعالجة
يمكن إجراء جراحة الجهاز الهضمي في كثير من الأحيان في العيادات الخارجية. شكلت العمليات الجراحية على الجهاز الهضمي 3 من أصل العمليات الجراحية الإسعافية الخمسة وعشرين الأكثر شيوعًا في الولايات المتحدة في 2012 وشكلت 9.1% من كل العمليات الجراحية الإسعافية للمرضى الخارجيين.

### التصوير
تشمل الطرق المختلفة لتصوير القناة الهضمية سلسلة تصوير الجهاز الهضمي العلوي والسفلي:
- يمكن ابتلاع أصبغة كثيفة شعاعيًا لإنتاج صور للقمة الباريوم.
- يمكن تصور أجزاء من القناة بواسطة الكاميرا. يعرف ذلك بالتنظير الداخلي في حال فحص القناة الهضمية العلوية وتنظير القولون أو التنظير السيني في حال فحص القناة الهضمية السفلية. ينطوي التنظير الداخلي بالكبسولة على ابتلاع كبسولة تحتوي على كاميرا من أجل فحص القناة. يمكن أيضًا أخذ الخزعات عند الفحص.
- يمكن استخدام التصوير بالأشعة السينية للبطن لفحص القناة الهضمية السفلية.

### أمراض أخرى ذات صلة
- الكوليرا
- الكيسة التضاعفية المعوية
- داء الجيارديات
- التهاب البنكرياس
- داء القرحة الهضمية
- الحمى الصفراء

- الملوية البوابية هي جرثومة حلزونية سلبية غرام. يُصاب بها أكثر من نصف سكان العالم، خاصة خلال مرحلة الطفولة. طريقة العدوى غير مؤكدة. تستعمر الجهاز الهضمي، والمعدة بالدرجة الأولى. لهذه الجرثومة ظروف بقاء محددة خاصة بالبيئة الدقيقة في المعدة البشرية: فهي محبة للدخان وللهواء القليل. تُظهر الملوية أيضًا انتحاءً للبطانة الظهارية المعدية والطبقة المخاطية المعدية المحيطة بها. يحرض استعمار هذه الجراثيم للمعدة استجابة مناعية قوية تؤدي إلى التهاب معتدل إلى شديد، يُعرف باسم التهاب المعدة. علامات وأعراض العدوى هي التهاب المعدة وآلام بطن حارقة وفقدان الوزن وفقدان الشهية والانتفاخ والتجشؤ والغثيان والتقيؤ الدموي والبراز الأسود. يمكن الكشف عن العدوى بعدة طرق: التصوير بالأشعة السينية للجهاز الهضمي والتنظير الداخلي وتحاليل الدم لكشف وجود الأجسام المضادة للملوية البوابية وتحليل البراز واختبار اليورياز التنفسي (وهو منتج ثانوي للجرثومة). إذا اكتُشفت الإصابة في وقت مبكر، فمن الممكن علاجها بثلاث جرعات مختلفة من مثبطات مضخة البروتون بالإضافة إلى اثنتين من المضادات الحيوية، ويستغرق الشفاء نحو أسبوع. إذا اكتُشفت الإصابة في وقت متأخر، يمكن أن تكون الجراحة ضرورية.[11][12][13][14]
- الانسداد المعوي الزائف هو متلازمة ناجمة عن تشوه في الجهاز الهضمي، تتميز بضعف شديد في قدرة الأمعاء على الدفع والامتصاص. تشمل الأعراض آلامًا يومية في البطن والمعدة وغثيانًا وانتفاخًا شديدًا وتقيؤًا وحرقة مَعدية وعسرة بلع وإسهالًا وإمساكًا وتجفافًا وسوء تغذية. لا يوجد علاج للانسداد المعوي الزائف. قد تلزم أنواع مختلفة من العمليات الجراحية والعلاجات لتدبير المضاعفات التي تهدد الحياة مثل التغلف المعوي والانفتال والركود المعوي الذي يؤدي إلى فرط نمو الجراثيم، بالإضافة إلى استئصال الأجزاء المصابة أو الميتة من الأمعاء. يحتاج كثير من المرضى إلى التغذية الوريدية.
- التغلف المعوي (العلوص) هو انسداد في الأمعاء.
- الداء الزلاقي هو شكل شائع من أشكال سوء الامتصاص، يصيب ما يقارب 1% من الأشخاص المنحدرين من أصول أوروبية شمالية. تتحرض استجابة مناعية ذاتية في الخلايا المعوية عند هضم بروتينات الغلوتين. يسبب ابتلاع البروتينات الموجودة في القمح والشعير والشيلم ضمور الزغب في الأمعاء الدقيقة. العلاج الوحيد هو اتباع نظام غذائي خالٍ من هذه المواد (حمية غذائية خالية من الغلوتين) مدى الحياة.
- تُسمى الفيروسات المعوية بهذا الاسم لأنها تنتقل عبر الأمعاء، ولكن أعراضها لا ترتبط بشكل رئيسي بالأمعاء.
- يمكن أن يصيب الانتباذ البطاني الرحمي الأمعاء وتظهر أعراض مشابهة لمتلازمة القولون المتهيج.
- يعد انفتال الأمعاء (أو بشكل مشابه، اختناق الأمعاء) حدثًا نادرًا نسبيًا (يتطور عادة بعد جراحة كبيرة في الأمعاء). ومن الصعب تشخيصه بشكل صحيح، وإذا تُرك دون تصحيح فإنه يمكن أن يؤدي إلى احتشاء الأمعاء والموت. (يُعتقد أن المغني موريس غيب تُوفي بسبب ذلك).

- خلل التنسج الوعائي في القولون.
- الإمساك.
- الإسهال.
- داء هيرشسبرونغ (داء انعدام الخلايا العقدية).
- الانغلاف المعوي.
- السليلة (البوليب).
- التهاب القولون الغشائي الكاذب.
- تضخم القولون السمي، ويكون عادة من مضاعفات التهاب القولون التقرحي.

## استخدامات الأمعاء الحيوانية
تُستخدم الأمعاء المأخوذة من الحيوانات الأخرى بعدة طرق. من كل نوع من أنواع الماشية التي تشكل مصدرًا للحليب، تُستخلص منفحة من أمعاء العجول التي تتغذى على الحليب. تؤكل أمعاء الخنازير والعجول، وتُستخدم أمعاء الخنازير أغلفةً للنقانق. توفر أمعاء العجل الفوسفاتاز القلوي المعوي العجلي، وتُستخدم لصنع «جلد ضاربي الذهب».